# Kyselina trihydrogenarseničná
Kyselina trihydrogenarseničná (mimo chemii psáno dle PČP trihydrogenarzeničná), též kyselina orthoarseničná (dle PČP ortoarzeničná), je jednou ze tří kyselin pětimocného arsenu.
Vyrábí se oxidací arsenu kyselinou dusičnou:
3 As + 5 HNO3 + 2 H2O → 3 H3AsO4 + 5 NO.
Z roztoku krystaluje ve formě lístkovitých bezbarvých krystalků jako hemihydrát H3AsO4.1/2H2O, které jsou velmi dobře rozpustné ve vodě.
Další formy kyseliny arseničné, kyselina metaarseničná HAsO3 a kyselina diarseničná (nespr. pyroarseničná) H4As2O7 přecházejí v roztoku adicí molekul vody na kyselinu trihydrogenarseničnou:
HAsO3 + H2O → H3AsO4
H4As2O7+ H2O → 2 H3AsO4.
Všechny formy kyseliny arseničné jsou prudce jedovaté a to jak při vdechnutí prachu, tak při požití ústy nebo při kontaktu s pokožkou. V menších dávkách mají mutagenní účinky.

## Použití
Kyselina trihydrogenarseničná se používá v chemii jako oxidační činidlo. Je také používána jako složka prostředků pro hubení myšovitých hlodavců (rodenticidů) a roztočů (akaricidů) a jako přísada jiných pesticidů.